# باکلان گوآنا
باکلان گوآنا (نام علمی: Phalacrocorax bougainvillii) نام یک گونه از سرده باکلان‌های سیاه است.